# Ostra Vetere
Ostra Vetere là một thị xã ở vùng Marche, Italia, gần Ostra hiện đại, về phía đông nam của Senigallia.
Thị xã này nằm ở độ cao 250 m, diện tích là 29,86 km2, dân số vào thời điểm tháng 2 năm 2006 là 3506 người. Các đơn vị trực thuộc gồm: Acqualagna, Burello, Buscareto, Dometto, Guinzano, Molino, Pescara, Pezzolo, Pongelli, San Vito
Các đô thị giáp giới: Barbara, Castelleone di Suasa, Corinaldo, Montecarotto, Ostra, Serra de' Conti
Tên gốc của thị xã là Montenovo, năm 1882 được đổi thành Ostra Vetere, do các di tích của thành phố La Mã cổ đại Ostra nằm gần thị xã hiện đại dọc theo sông Misa.